# Kishonita
La kishonita és un mineral de la classe dels elements natius. Rep el nom pel riu Kishon, que drena el mont Carmel i entra al mar prop de Haifa, al nord d'Israel, on es troben els dipòsits de pedres precioses amb xenòlits que s'utilitzaven en la descripció del material tipus.

## Característiques
La kishonita és un hidrur de fórmula química VH₂, sent el primer mineral hidrur descobert. Es tracta d'una espècie aprovada per l'Associació Mineralògica Internacional, i publicada per primera vegada l'any 2020. Cristal·litza en el sistema isomètric.
L'exemplar que va servir per a determinar l'espècie, el que es coneix com a material tipus, es troba conservat a les col·leccions mineralògiques del Museu d'Història Natural de la Universitat de Florència, a Itàlia, amb el número de catàleg: 3364/i.

## Formació i jaciments
Va ser descoberta a Israel, concretament al riu Kishon, dins el districte de Haifa, on es va trobar en forma de monocristall subèdric, de 17 × 25 × 38 μm, associada a vanadi, espinel·la, hibonita i grossita. Es tracta de l'únic indret de tot el planeta on ha estat descrita aquesta espècie mineral.